# Bure jezik
Bure jezik (bubure; ISO 639-3: bvh), afrazijski jezike zapadne podskupine čadskih jezika, kojim govori 500 ljudi u nigerijskoj državi Bauchi, u jednom selu jugoistočno od grada Darazo.
S još 13 drugih jezika čini skupinu jezika poznatu kao Bole.

## Vanjske poveznice
- Ethnologue (14th)
- Ethnologue (15th)